# Резекне округ
Резекне округ (лет. Rēzeknes rajons, рус. Резекненский район) је округ у републици Летонији, у њеном источном делу. Управно средиште округа је истоимени град Резекне, који чини засебан округ. Округ припада историјској покрајини Латгале.

Резекне округ је унутаркопнени округ у Летонији. На истоку се округ граничи са округом Лудза, на југу са округом Краслава, на западу са округом Прејли, на северозападу са округом Мадона и на северу са округом Балви. Град Резекне се налази окружен округом, у његовој источној половини.
Округ Резекне је изразито етнички мешовит, пошто Летонци чине близу 60%, а Руси 40%.

## Градови
- Резекне
- Вилони
- Малта (град)